# Порту-Кову
Порту-Кову (порт. Porto Covo) — приход (фрегезия) в Португалии, входит в округ Сетубал. Является составной частью муниципалитета Синиш. По старому административному делению входил в провинцию Байшу-Алентежу. Входит в экономико-статистический субрегион Алентежу-Литорал, который входит в Алентежу. Население составляет 1116 человек на 2001 год. Занимает площадь 48,73 км².
Покровителем прихода считается Дева Мария (порт. Nossa Senhora das Dores).

## История

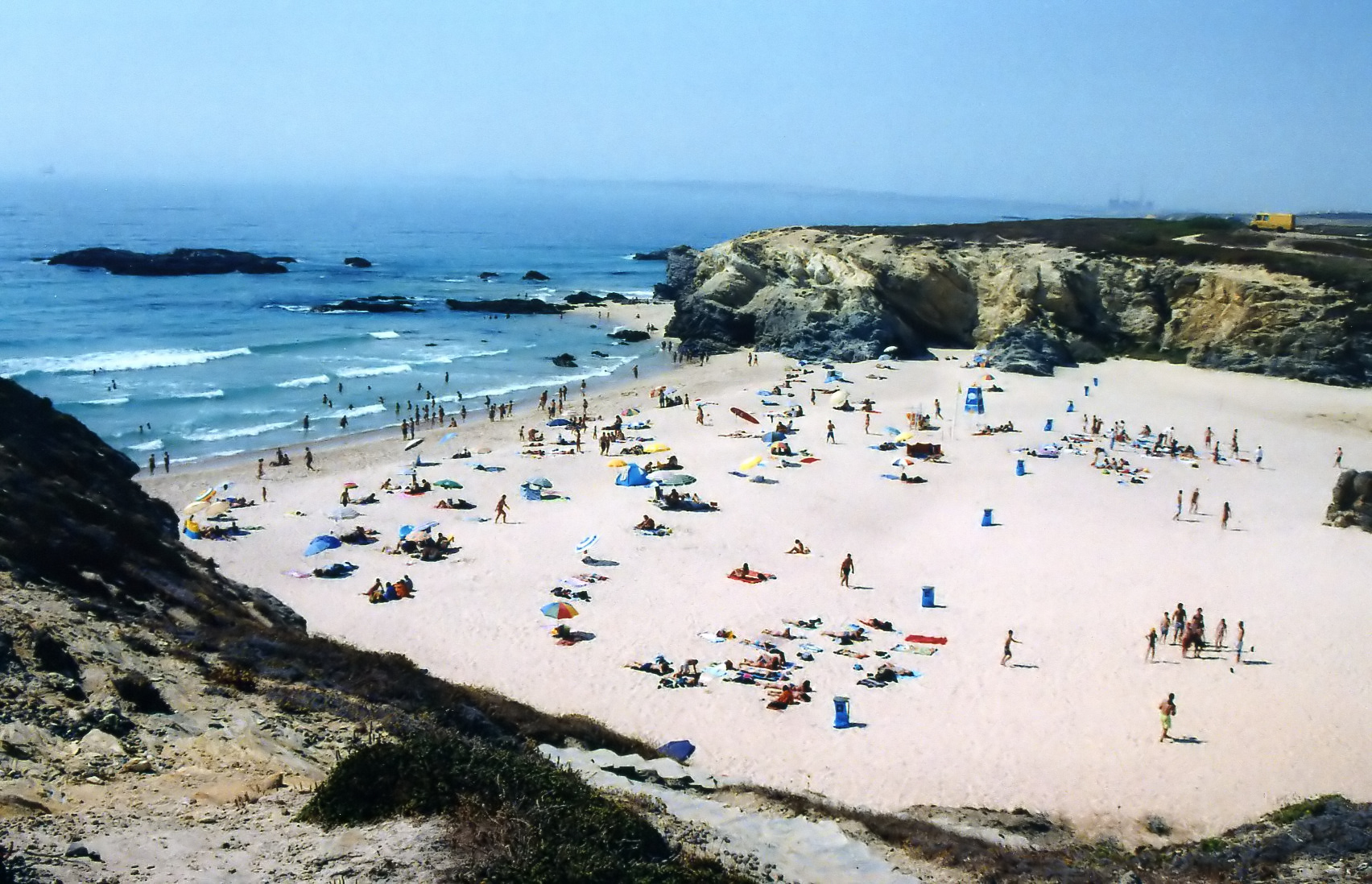
Пляж

Приход основан в 1984 году.